# Jack Hunter and the Lost Treasure of Ugarit
Jack Hunter and the Lost Treasure of Ugarit é uma minissérie estadunidense de 2008 dirigida por Terry Cunningham.

## Elenco
Segue a lista de atores:
- Ivan Sergei - Jack Hunter;
- Eli Marienthal - Myles Anderson;
- Susan Ward - Liz;
- Joanne Kelly - Nadia Ramadan;
- Thure Riefenstein - Albert Littmann;
- Mario Naim Bassil - Tariq